# Rif occidental
Le Rif occidental est une région situé à l'extrême-nord du Maroc, et à l'ouest du Rif oriental.
Le Rif occidental est majoritairement de langue et de culture senhajienne, à la différence du Rif oriental qui est majoritairement de langue et de culture zénète.

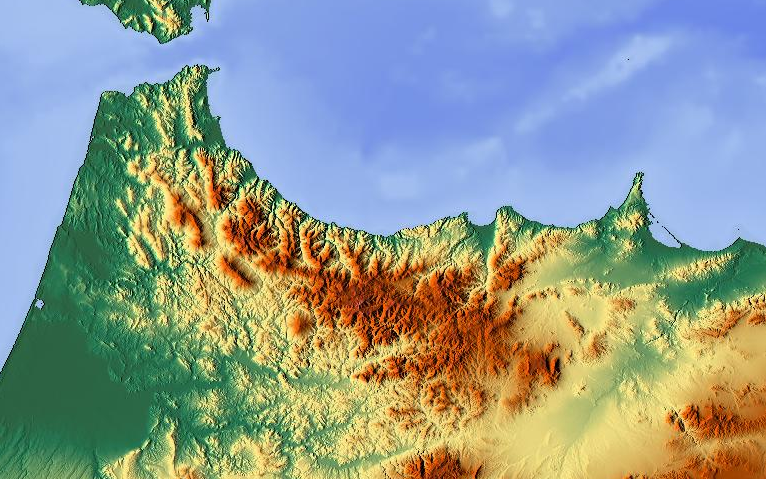
Carte des montagnes du Rif.